# Dýrafjörður
Dýrafjörður (in lingua islandese: Fiordo di Dýri) è un fiordo situato nella regione dei Vestfirðir, i fiordi occidentali dell'Islanda.

## Descrizione
Il Dýrafjörður è situato tra i fiordi Arnarfjörður e Önundarfjörður, nella parte nordovest dei fiordi occidentali. Ha una larghezza di 9 km all'imboccatura e penetra per 32 km nell'entroterra. Attualmente è incluso nel territorio comunale di Ísafjörður.
Due colline poste sui due lati del fiordo, Sandafell (alta 362 metri) a sud e Myrafell (alta 312 metri) a nord, bloccano la visuale in modo tale che il fiordo non è visibile nella sua interezza e sembra chiuso. Nel corso della navigazione si apre qui un passaggio, tanto che era stato ipotizzato che il nome del fiordo derivi proprio dalla parola "porta" (dyr, in lingua islandese). Il Landnámabók, lo storico libro degli insediamenti in Islanda, riporta invece che il nome deriva dal colono Dýri, di Sunnmæri, che per primo si installò a Hálsum.
Il rilievo poco inclinato presente sulle due sponde nella parte interna del fiordo, ha permesso il formarsi di piccoli agglomerati insediativi. In fondo al fiordo si trova l'altopiano di Gláma, formato da un antico ghiacciaio.
Sulla sponda sud, al di sotto di Sandafell, si trova il villaggio di Þingeyri, fondato nel secolo XIX; qui si teneva un parlamento (þing) e un mercato. Non lontano si trova Haudalakur dove, secondo quanto riportato nella Gísla saga, viveva il fuorilegge Gísli Súrsson.
Poco a valle di Myrafell sulla sponda nord, si trova la vecchia casa padronale e la chiesa di Nupur. Nel 1907 fu costruita anche una scuola distrettuale, che rimase in funzione fino al 1922, quando d'estate veniva utilizzata come albergo. Un'altra chiesetta è presente a Myrum sulla sponda settentrionale; a Keldudal, sulla sponda sud, la Hraunskirkja (chiesa della lava) non è più sede parrocchiale perché nel frattempo la valle è stata abbandonata dai suoi abitanti. Una chiesetta, precedentemente in funzione a Sandur, è stata trasferita a Þingeyri.

## Storia
Secondo il Landnámabók, lo storico libro degli insediamenti, furono quattro i primi coloni che si insediarono nel Dýrafjördur nell'alto medioevo: Dýri, da cui il fiordo prende il nome, andò ad abitare a Hálsum, Erik a Keldudal, Véteinn Végeirsson a Haukadal e Þórður Víkingsson a Alviðra. Secondo alcuni Þórður Víkingsson sarebbe il figlio del re Harald I di Norvegia, ma altri come il filologo Guðbrandur Vigfússon ritengono poco probabile questa affermazione.
Il villaggio di Mýrar è stato fondato intorno al 1200. Nel Medioevo, sulla sponda settentrionale è sorto un insediamento storico a Núpur, dove c'era la casa padronale di una delle famiglie più influenti dell'Islanda di allora: i Nipvejar. Il monte  Núpur sovrasta la zona. Oggi sono rimasti solo pochi ruderi.

## Accessibilità
La strada che attraversa il desertico altopiano di Hrafnseyrarheiði in direzione dell'Arnarfjörður rimane chiusa durante l'inverno; è allo studio la costruzione di un tunnel per collegare il Dýrafjörður all'Arnarfjörður.
Sulla sponda settentrionale, una buona strada permette di andare da Gemlufallsheiði all'Önundarfjörður.

## Galleria d'immagini

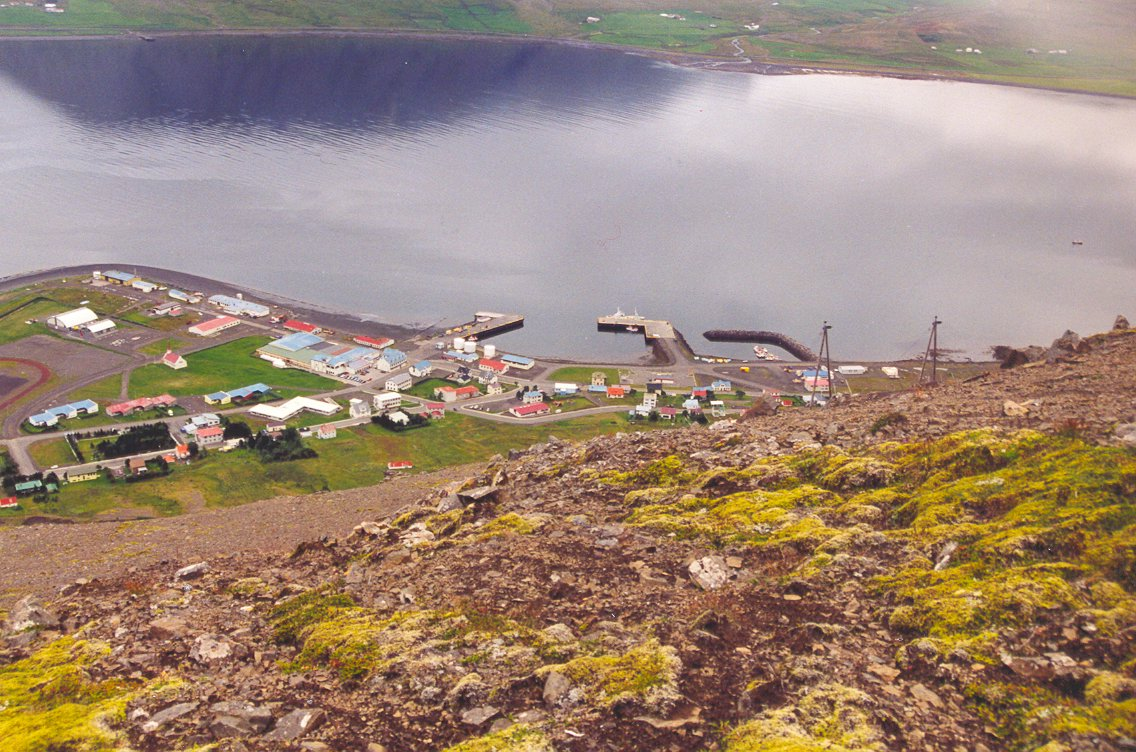
Il villaggio di Þingeyri nel Dýrafjörður
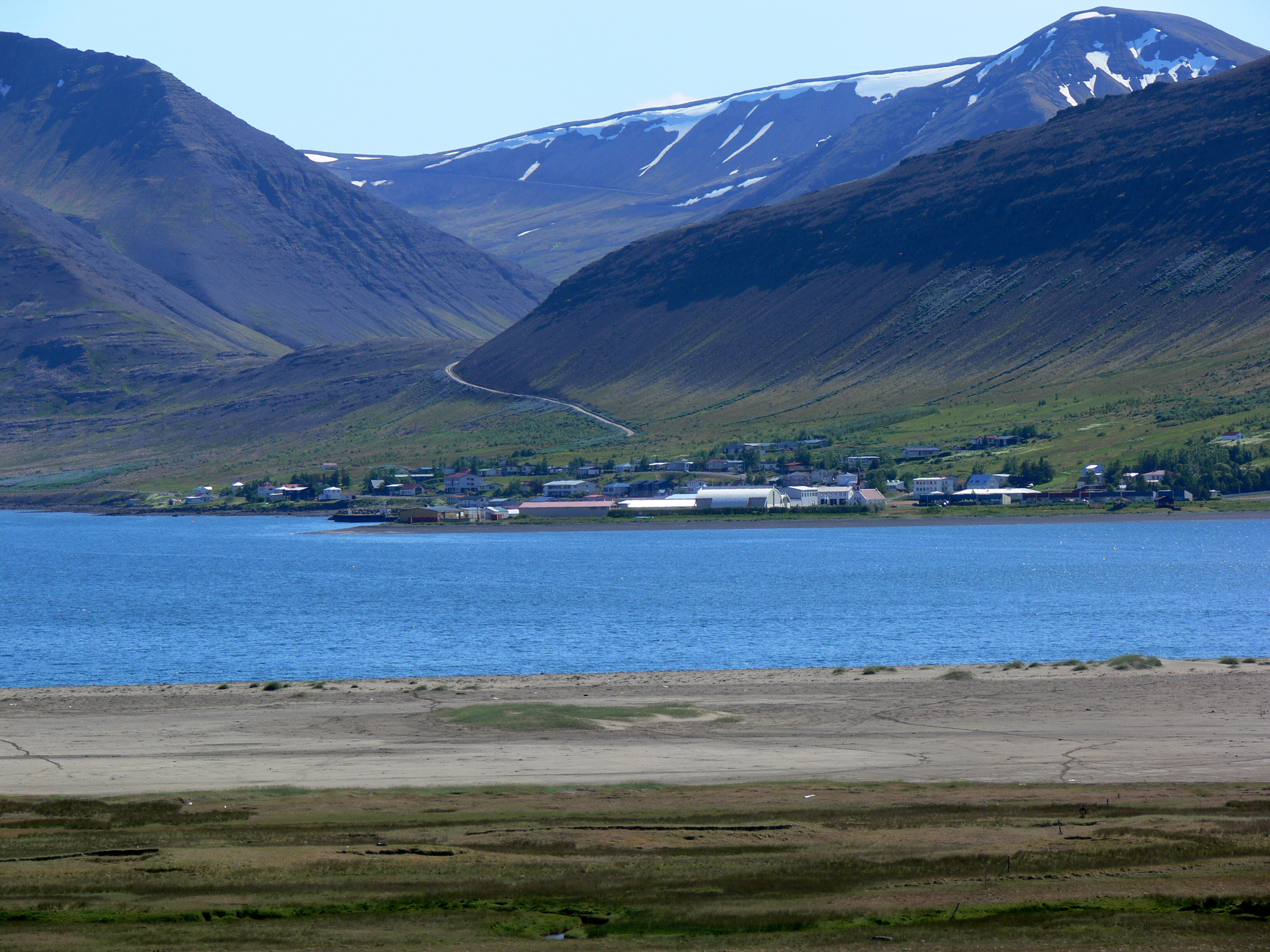
Il villaggio di Þingeyri.
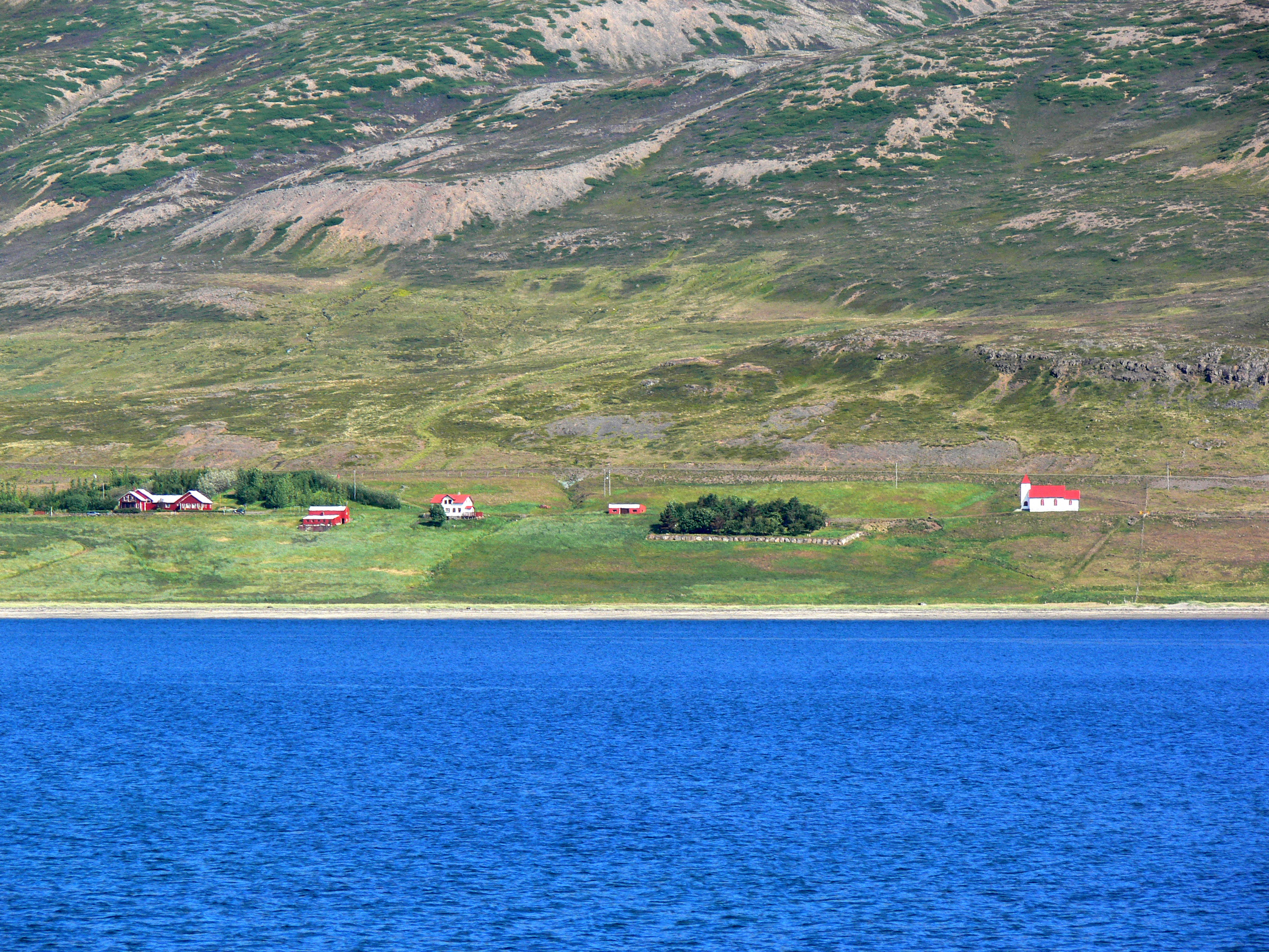
Mýrar sulla sponda settentrionale, abitata dal 1200
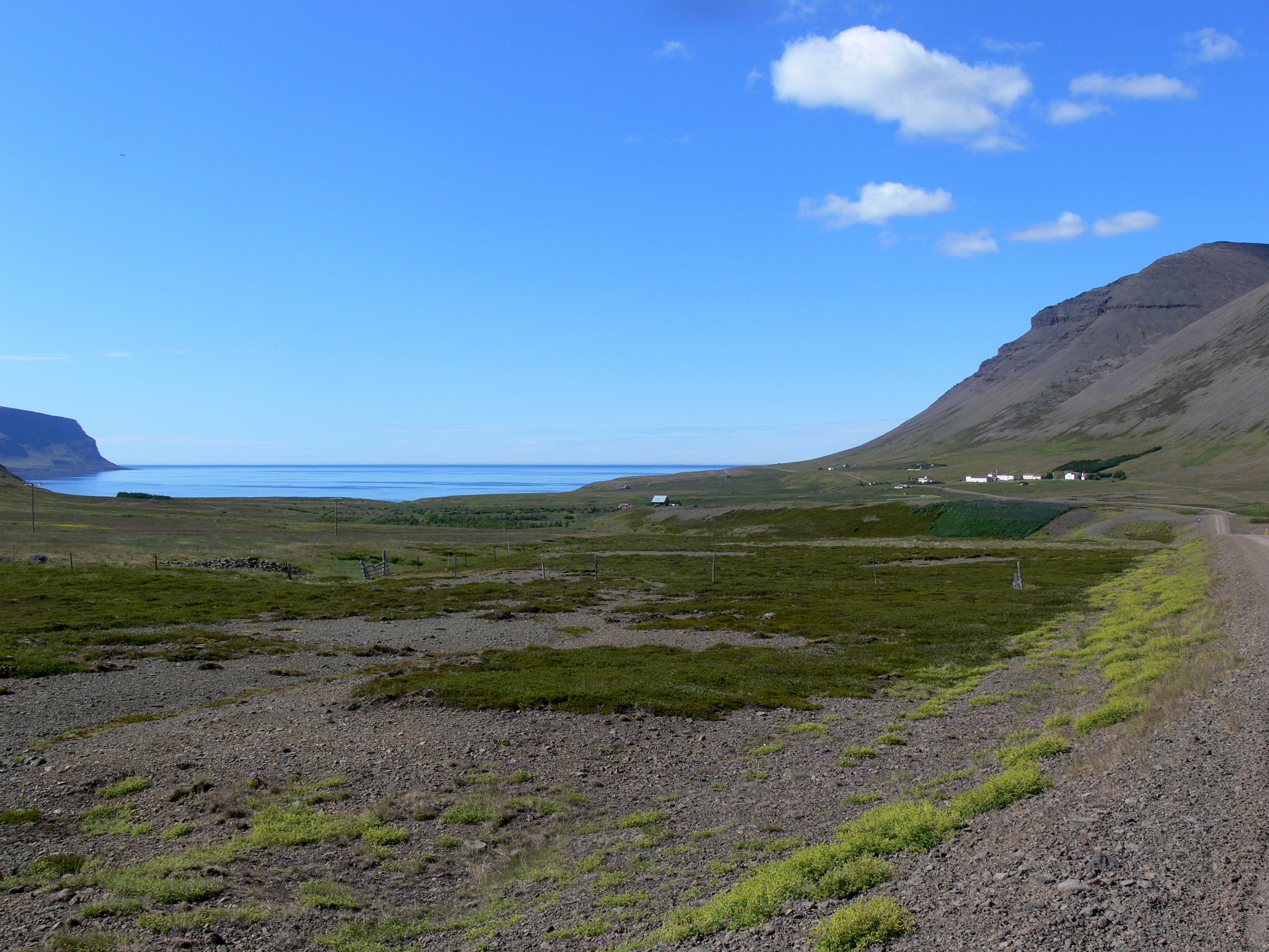
L'imboccatura del fiordo. Sullo sfondo l'insediamento di Núpur
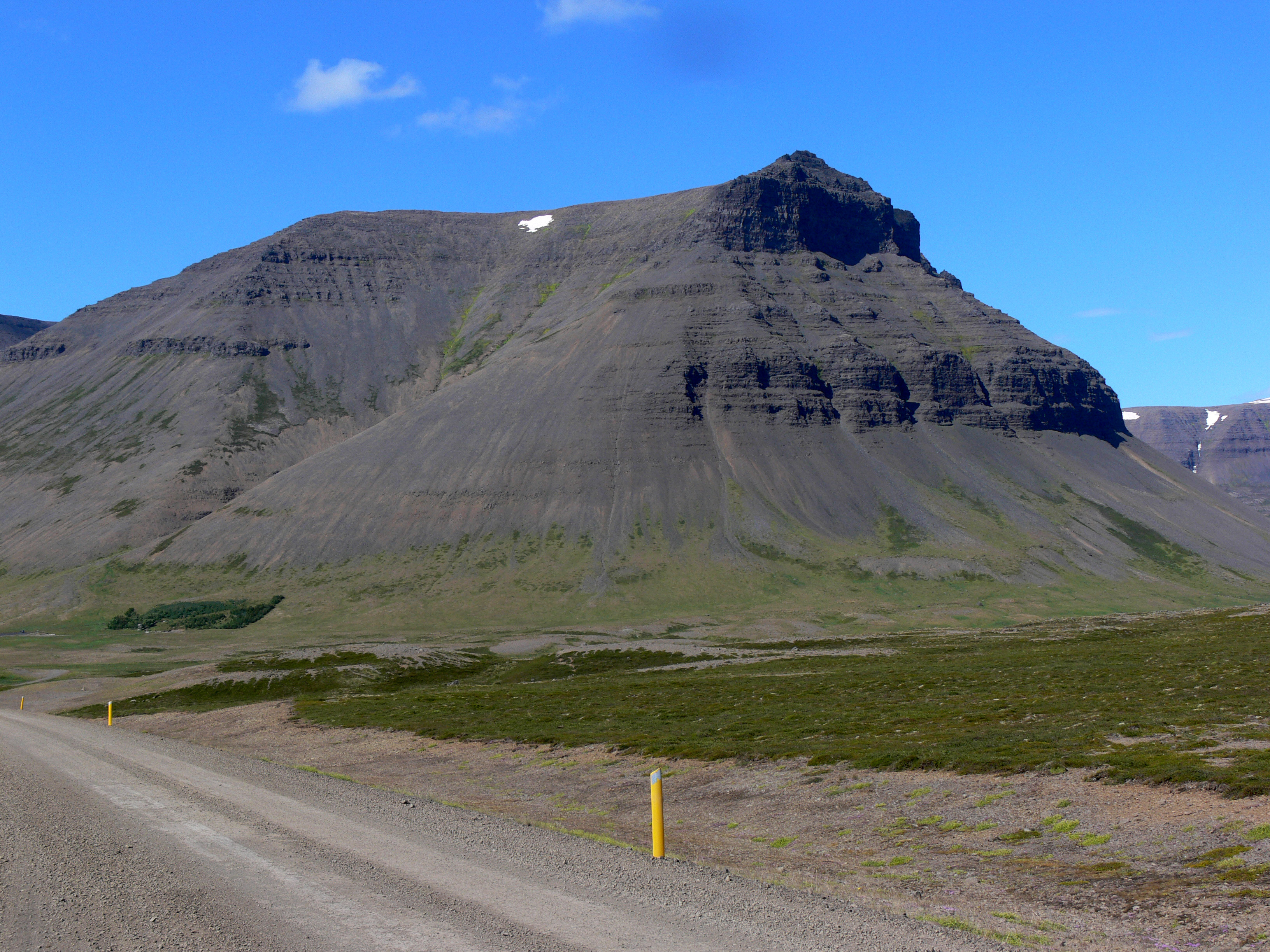
Il monte Núpur che sovrasta l'omonimo insediamento
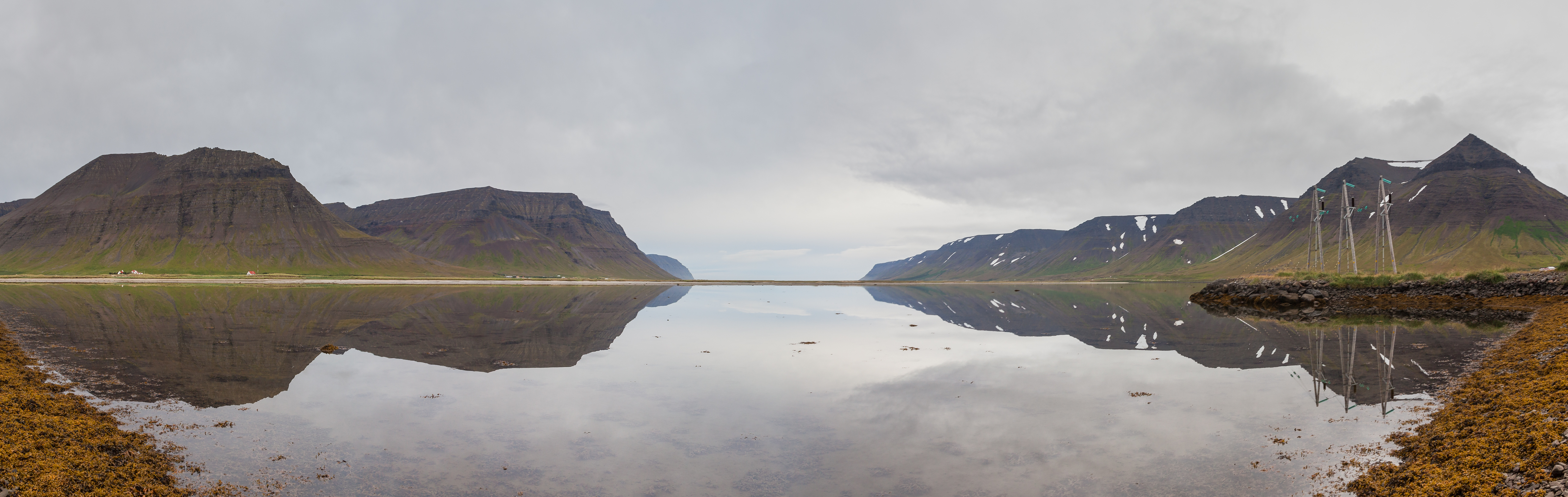
L'imboccatura del fiordo
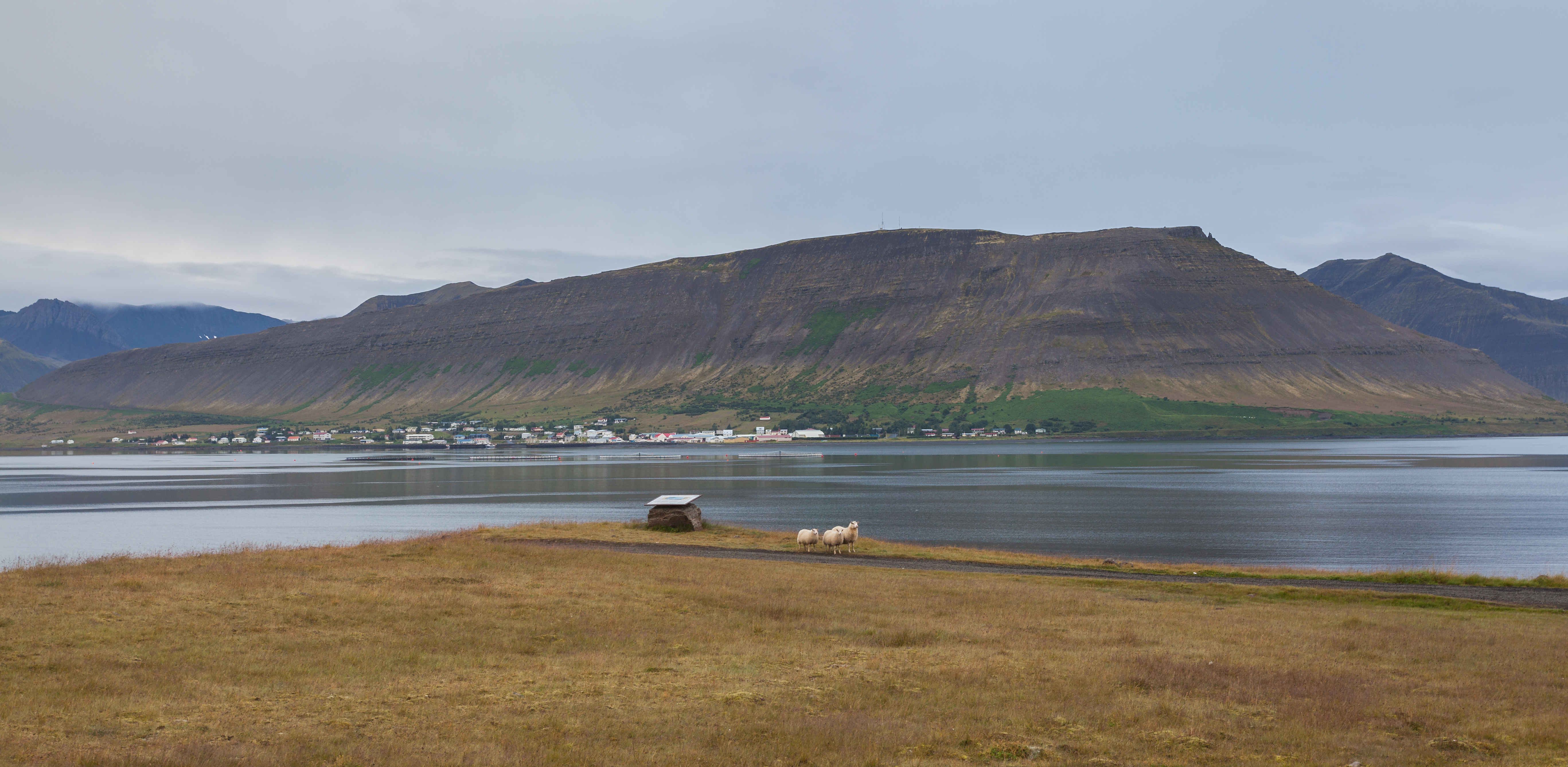
Il villaggio di Þingeyri
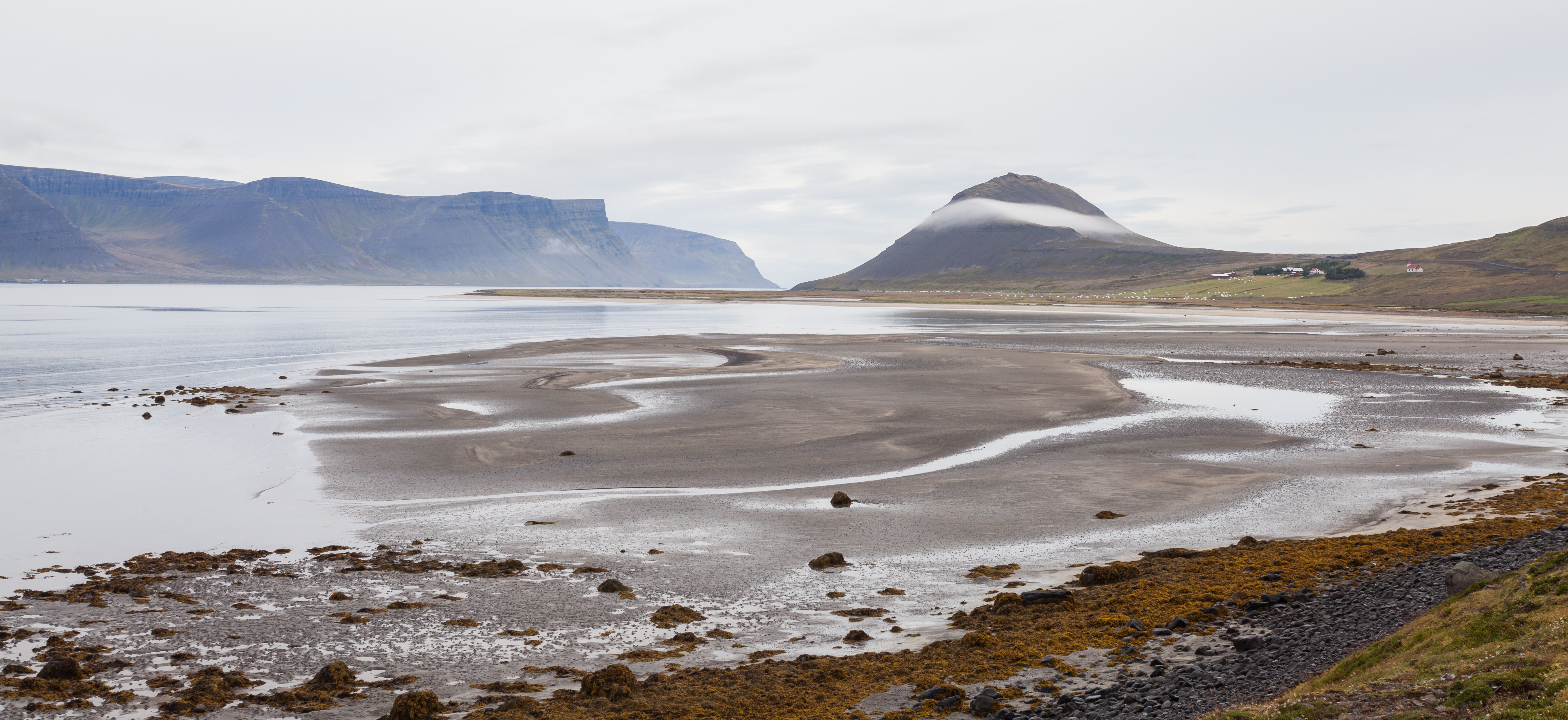
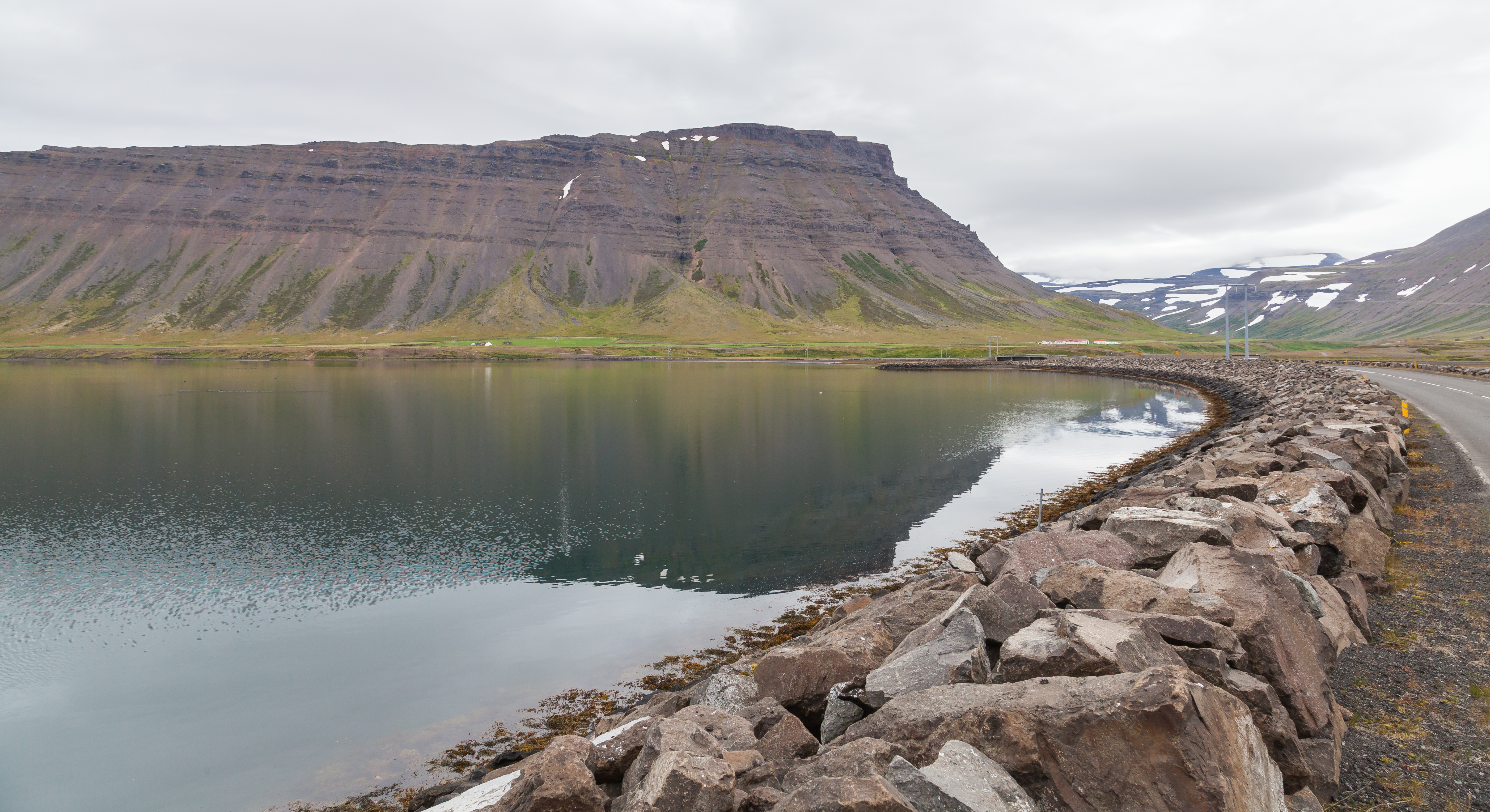
Percorso stradale lungo il fiordo. Sullo sfondo il monte Núpur.
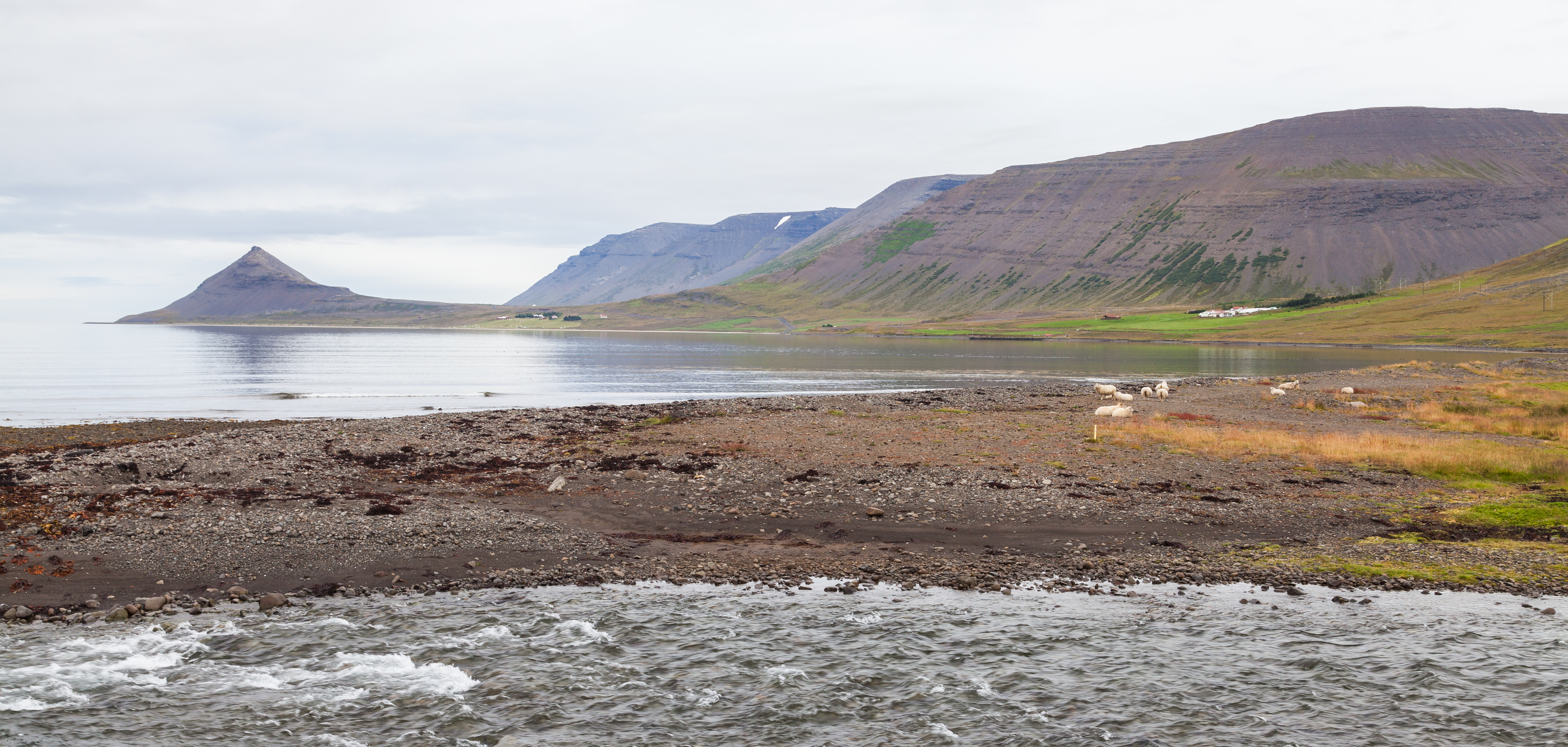
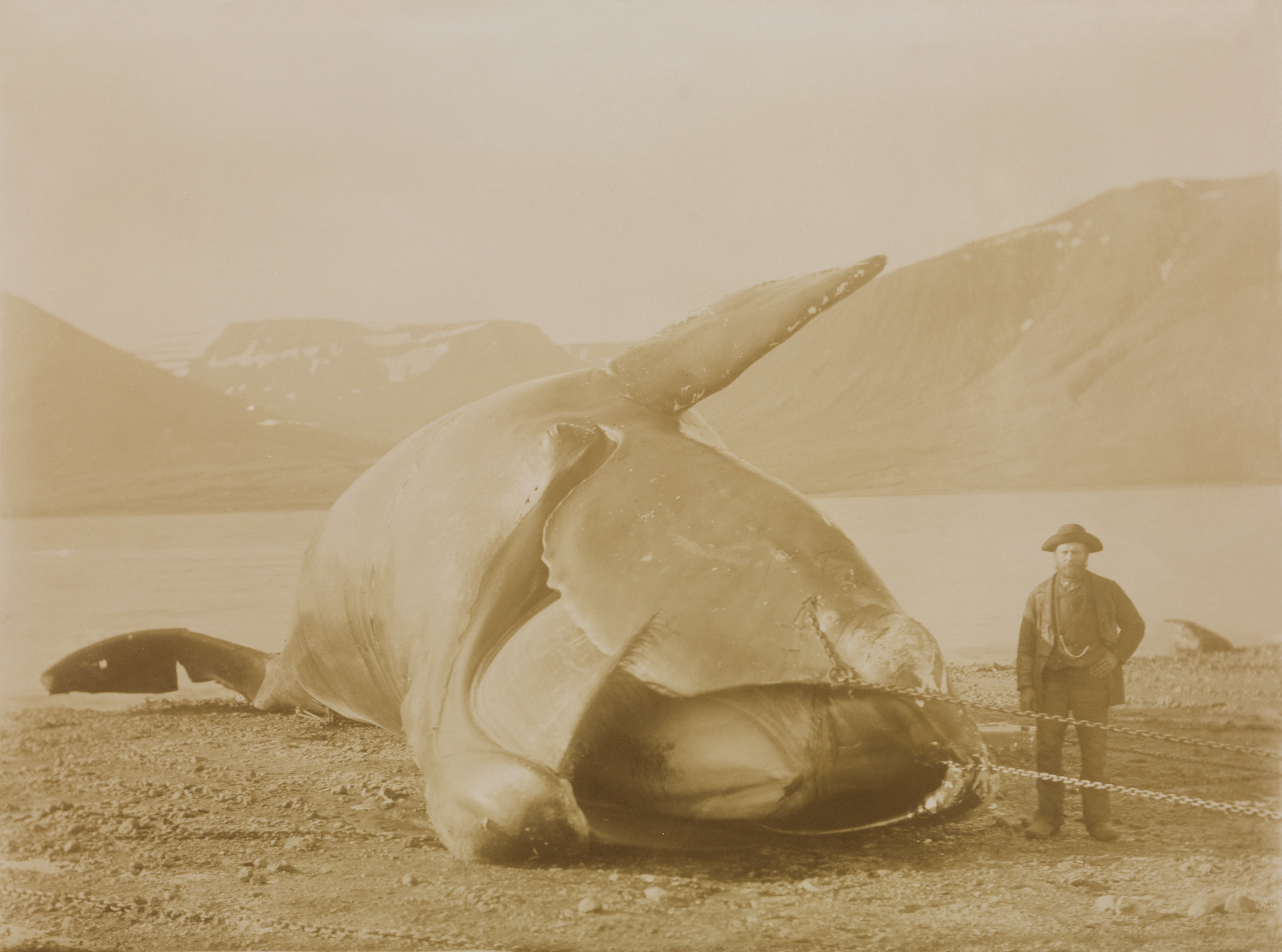
Sléttbakur, Fridtjof Nansen, caccia alla balena

Vista panoramica